# St Helens Town AFC
St Helens Town AFC ist ein englischer Fußball-Club in St Helens in Lancashire. Der Verein ist Mitglied der North West Counties Football League, Premier Division, und spielt seine Heimspiele im Brocstedes Park, Ashton-in-Makerfield, der Heimat von Ashton Athletic.

## Geschichte
Der Vorläuferverein wurde in den frühen 1900er Jahren gegründet und die Spiele wurden an der Park Road ausgetragen. Er schloss sich der Lancashire League im Jahr 1901 an, bevor er in die zweite Division der Lancashire Combination im Jahr 1903 wechselte. Nach dem fünften Platz in der ersten Saison, der den Aufstieg in die erste Division One mit sich brachte, stiegen er aber in der nächsten Saison wieder ab. Nach dem Wiederaufstieg und einer Vizemeisterschaft in der Saison 1908/09 verließen sie die Combination im Jahr 1914.
Der Verein wurde im Jahr 1946 neu gegründet, als eine Gruppe von lokalen Geschäftsleuten ein Gelände an der Hoghton Road für ein Fußballfeld kaufte. Der deutsche Kriegsgefangene Bert Trautmann spielte für den neu gegründeten Verein, bevor er Profispieler bei Manchester City wurde. Der Verein schloss sich der Division Two der Lancashire Combination im Jahr 1949 an, wo sie in der Saison 1950/51 die Meisterschaft gewannen und in die erste Division aufstiegen. In der nächsten Saison erfolgte jedoch der erneute Abstieg. Ein Wiederaufstieg gelang mit dem dritten Platz in der Saison 1964/65, wo sie in der Saison 1970/71 die Meisterschaft gewannen.
Im Jahr 1975 wechselte der Club zur Cheshire County League, wo sie bis zur Gründung der North West Counties League 1982 in der Division One platziert blieben. In der Saison 1986/87 gewann der Club zum ersten Mal den FA Vase. Im Finale im Wembley-Stadion gewannen der Verein gegen den Lokalrivalen Warrington Town 3-2.
Im Jahr 2000 verließ der Club das Gelände an der Hoghton Street und zog um zur Knowsley Road, der Heimat von St Helens RLFC.